# Mohammed Ali Karim
Mohammed Ali Karim (25 giugno 1986) è un calciatore iracheno, difensore del Mes Kerman e della Nazionale irachena.